# 1875 w polityce

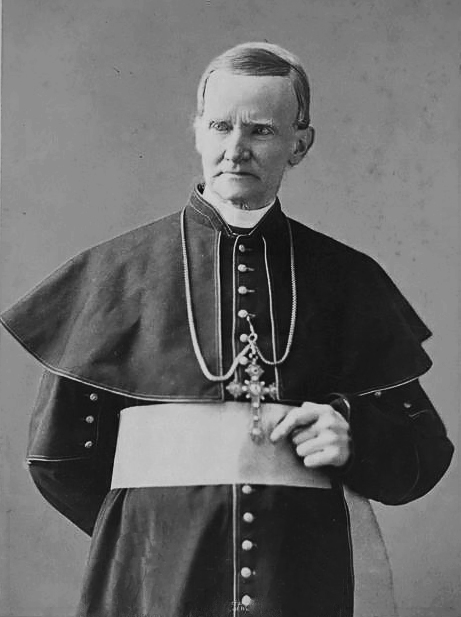
Kardynał John McCloskey

Wydarzenia polityczne w 1875 roku.

## Wydarzenia
- John McCloskey został pierwszym amerykańskim kardynałem[1].

## Zmarli
- 9 czerwca Karol Libelt, działacz polityczny i społeczny[2].